# Piet Verdonk (edelsmid)
Petrus Lambertus Henricus (Piet) Verdonk ('s-Hertogenbosch, 27 maart 1862 – Vught, 9 november 1944) was een Nederlandse edelsmid.

## Leven en werk
Verdonk was een zoon van sigarenmaker Joannes Henricus Verdonk (1836-1903) en Francisca Maria Koning (1838-1886). Hij trouwde met Petronella van Rooij. Uit dit huwelijk werden onder anderen de beeldhouwer Jan en de schilder Ad Verdonk geboren.
Verdonk werd opgeleid aan de Koninklijke School voor Nuttige en Beeldende Kunsten in zijn geboorteplaats, als leerling van Jean Theodore Stracké en Jos Jonkergouw. Zelf gaf hij tekenlessen aan zijn neef Piet Verdonk. De edelsmid werkte ruim twintig jaar bij de firma Van Gardinge in Eindhoven en vervolgens in het atelier van zijn leermeester Jonkergouw in Den Bosch. Na diens overlijden naam Verdonk het atelier, inclusief de firmanaam, over. Hij maakte veelal religieus werk, zoals kelken en monstransen.
Verdonk overleed op 82-jarige leeftijd.